# Тунель Лінкольна
Тунель Лінкольна (англ. Lincoln Tunnel) — автомобільний тунель, який з'єднує мангеттенський Мідтаун з містом Вігокен у Нью-Джерсі. Пролягає під Гудзоном.
Розроблений за проектом конструктора норвезького походження Оле Сінгстадом і був побудований під керівництвом Портового управління Нью-Йорку і Нью-Джерсі. Тунель було названо на честь 16-го президента США Авраама Лінкольна, оскільки тунель зіграв в інфраструктурі регіону не меншу роль ніж знаменитий міст Джорджа Вашингтона.
Найдовшою секцією тунелю є центральна, протяжність якої складає 2504 метри. Довжина північної та південної секції складає 2282 і 2442 метри відповідно.
З 1970 року через тунель проходить автобусна смуга XBL (англ. Exclusive Bus Lane). У ранкові години рух по ній дозволено лише для швидкісних автобусів з Нью-Джерсі. Річний пасажиропотік на цій смузі становить до 18 мільйонів чоловік.

## Галерея

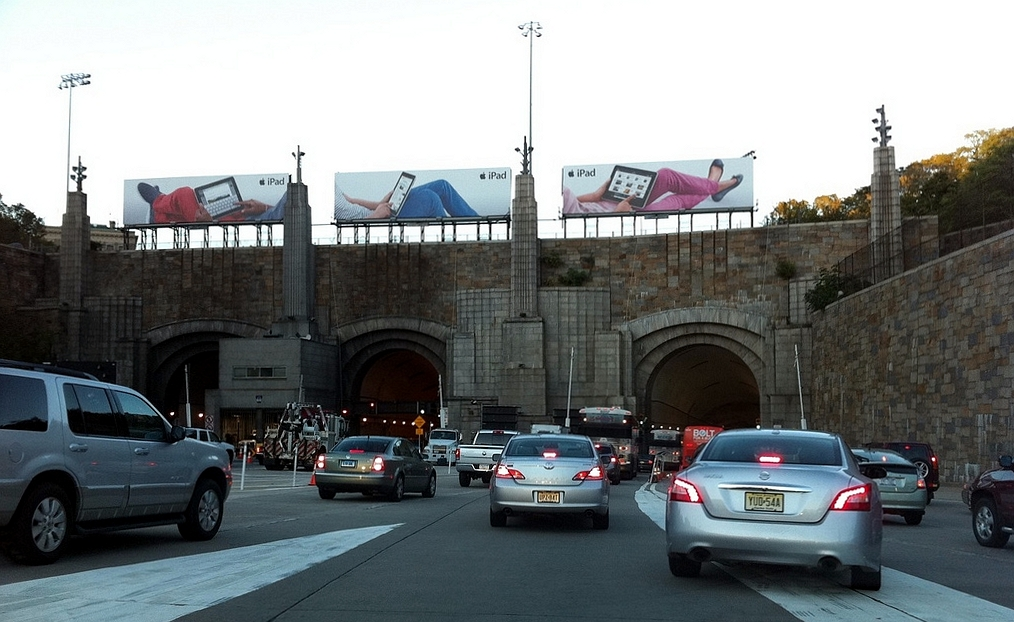
В'їзд в тунель з боку Нью-Джерсі
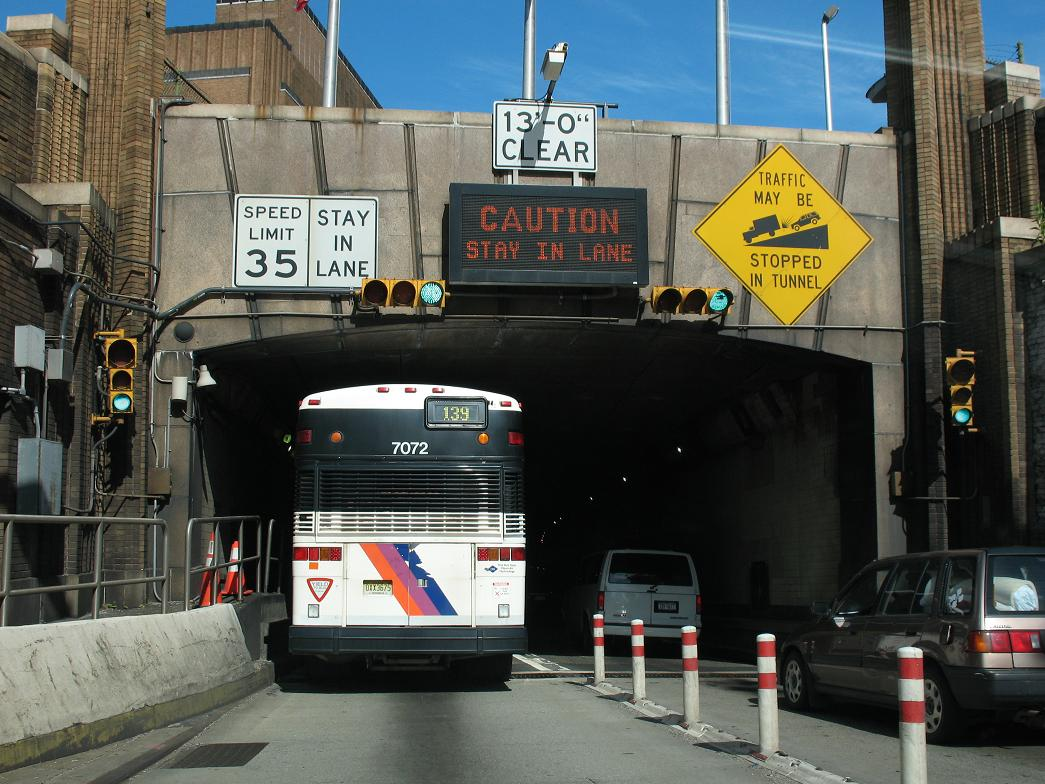
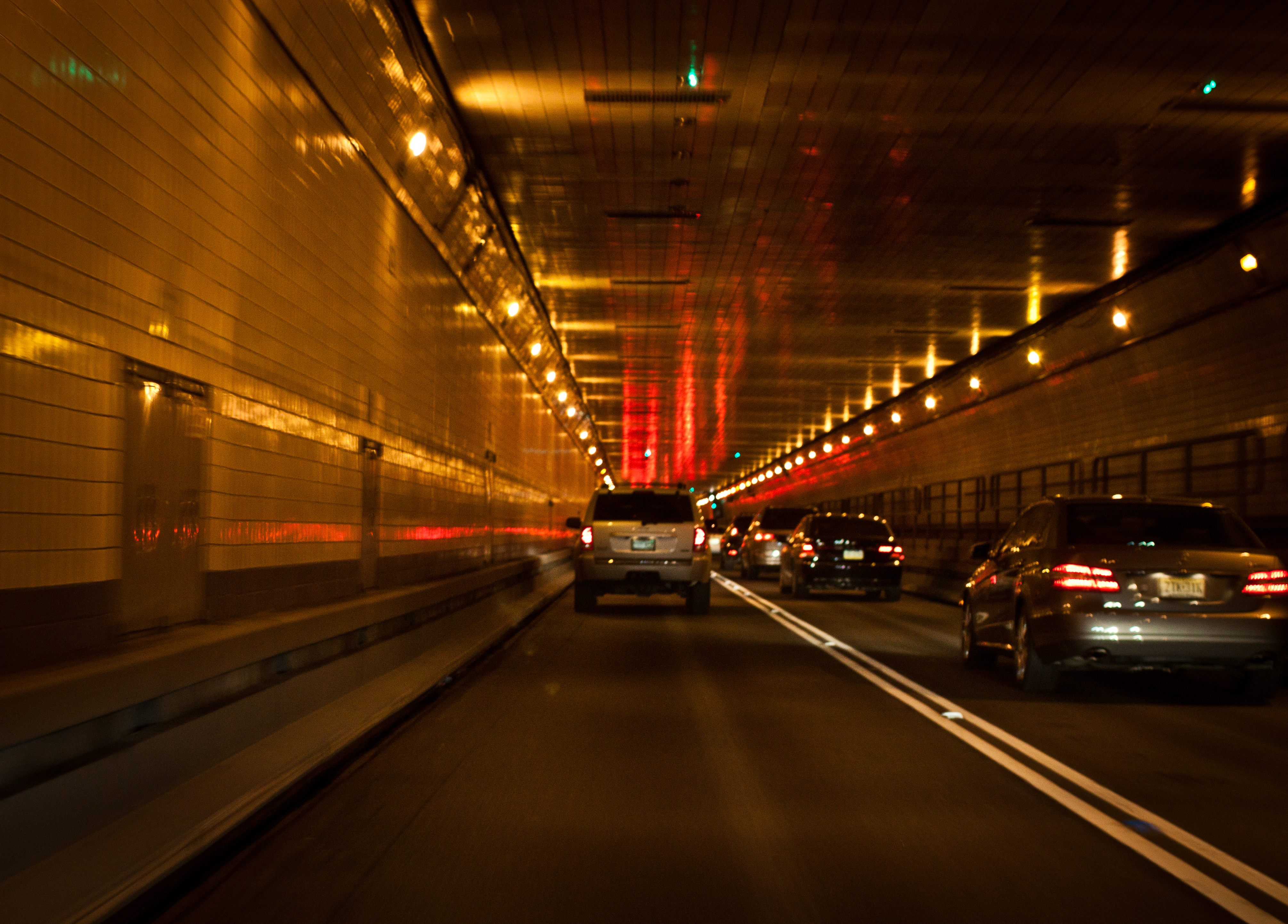
Тунель всередині
Естакада перед в'їздом з боку Нью-Джерсі. Автобуси рухаються по виділеній смузі
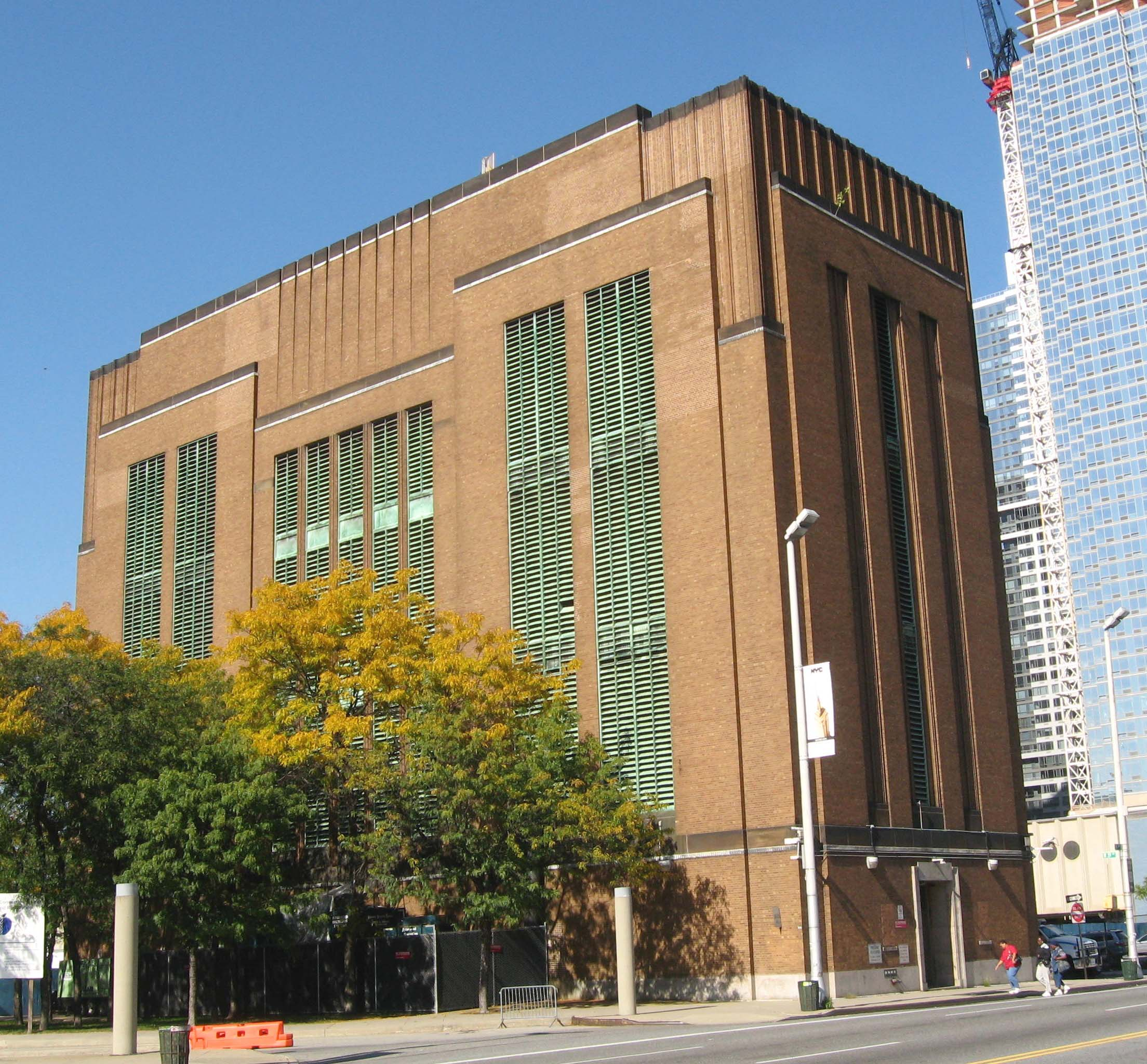
Вентеляційна будівля в Нью-Джерсі